# Рождество Богородично (Сараево)
„Рождество Богородично“ (на сръбски: Саборна црква Рождества Пресвете Богородице) е православна църква в Сараево, Босна и Херцеговина.
Част е от Дабробосненската епархия на Сръбската православна църква.

## История
Църквата е дело на видния български дебърски майстор строител Андрей Дамянов и е построена в периода 1863 – 1874 година. Дамянов вероятно участва и във вътрешната декорация на храма. Църквата е трикорабна базилика с вписан кръст, с пет купола, изградена от камък и има шест врати. Подът е от резбовани панели. Олтарът и пространството пред олтара са издигнати на три стъпала.